# Récif Mariveles
Le récif Mariveles (en anglais Mariveles Reef, en malais  Terumbu Mantanani, en tagalog Bahura ng Mariveles, en vietnamien đá Kỳ Vân, en mandarin Nánhǎi Jiāo (en sinogramme traditionnel 南海礁)), est un atoll des îles Spratleys en mer de Chine méridionale situé à l'extrémité sud-ouest de Dangerous Ground. 

## Géographie
Le récif Mariveles est situé à moins de 170 milles marins au nord-ouest de l'île de Bornéo et à environ 180 milles marins au sud-ouest de l'île de Palawan. Il se trouve à 25 km au sud-ouest du récif Erica, à 33 km au nord du récif Ardasier et à 63 km au sud-est du récif Barque Canada
Le récif s'étend sur près de 10 km le long de son axe du nord-ouest au sud-est et de 600 m à plus de 3 km le long de son axe du sud-ouest au nord‐est.
L'atoll corallien de 18,75 km2 est composé d'un platier récifal de 12,33 km2, deux lagons de 4,59 km2 et 0,38 km2 du nord au sud et une pente récifale de 1,45 km2.
Le récif sèche à marée basse enfermant deux lagons relativement grands en forme de huit avec une caye de sable entre eux qui a une altitude d'environ 1,5 à 2 mètres et il y a quelques rochers isolés qui sont à peine visibles à marée haute.

## Revendication de souveraineté
Comme pour toutes les îles Spratleys, la propriété de l'atoll est contestée. Le récif Mariveles est contrôlé par la Malaisie depuis 1986. La Marine royale malaisienne y entretient une « station navale offshore » appelée « Station Mike » depuis 1986,.
Le récif Mariveles est revendiqué par la république populaire de Chine, la république de Chine (Taïwan) et le Viêt Nam.